# Promecispa voeltzkowi
Promecispa voeltzkowi là một loài bọ cánh cứng trong họ Chrysomelidae. Loài này được Wesie miêu tả khoa học năm 1909.